# (524) Фиделио
(524) Фиделио (лат. Fidelio) — астероид главного пояса, который принадлежит к спектральному классу X. Он был открыт 14 марта 1904 1904 года немецким астрономом Максом Вольфом в обсерватории Хайдельберг и назван в честь единственной оперы Людвига ван Бетховена — Фиделио.

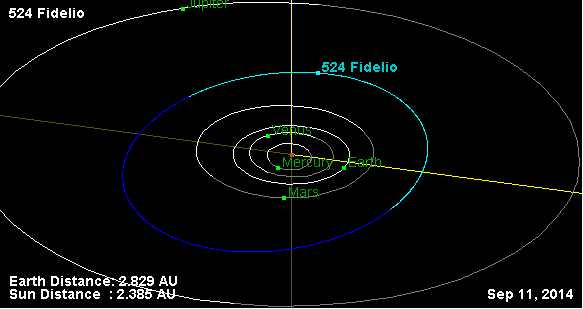
Орбита астероида Фиделио и его положение в Солнечной системе